# Saliers
Saliers is een dorp op het grondgebied van de Franse stad Arles, hoofdstad van het gelijknamige arrondissement in de Bouches-du-Rhône (regio Provence-Alpes-Côte d'Azur). Het plaatsje, dat deel uitmaakt van het kanton Arles-Ouest, telt 325 inwoners (2006) en ligt ten noordwesten van de Camargue, het deltagebied van de Rhône, op 15 kilometer ten westen van het stadscentrum.
Saliers is het centrum van een agrarisch gebied dat voornamelijk van de rijstcultuur en de veeteelt leeft. Er staan enkele mooie mas (Provençaalse herenboerderijen), met name de Mas Beaujeu de Castres en de Mas Léotaud.

## Geschiedenis
In de middeleeuwen vestigden de tempeliers er rond 1170 een commanderij; broeders van de Orde van Malta deden hetzelfde in de veertiende eeuw. In die periode telde de vruchtbare omgeving veel weilanden, tarwevelden en fruitbomen.
Tijdens de Tweede Wereldoorlog, tussen 1942 en 1944, werd er bij het dorpje een concentratiekamp voor zigeuners opgericht.
Saliers maakte deel van het kanton Arles-Ouest tot dit op 22 maart 2015 werd opgeheven.

## Bezienswaardigheden
- De Sint-Pieterskerk werd gebouwd op de fundamenten van een vermoedelijk twaalfde-eeuwse kapel.

Albaron · Arles · Mas-Thibert · Moulès · Pont-de-Crau · Raphèle · Saliers · Salin-de-Giraud · Le Sambuc